# Zuizmus

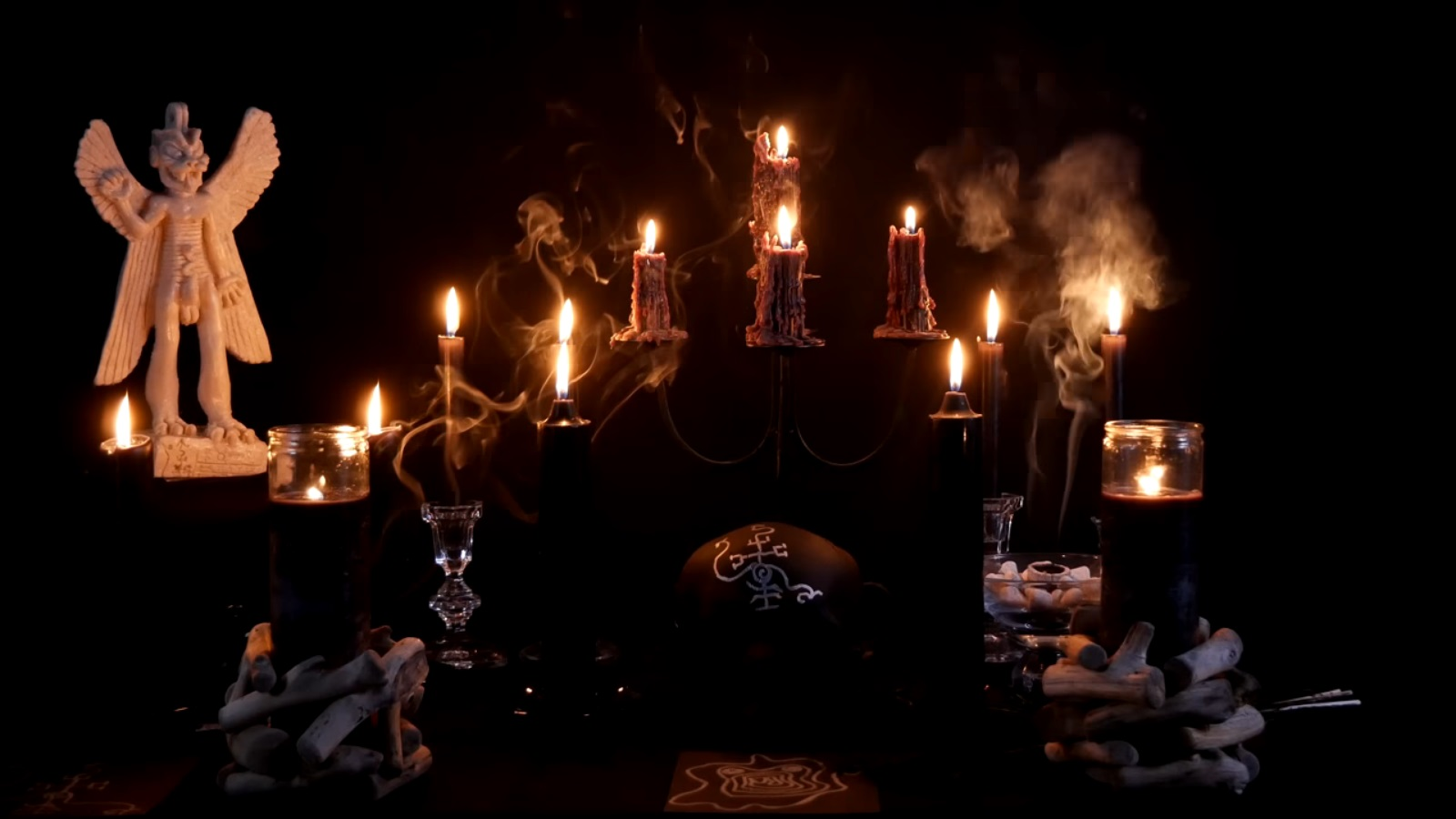
A mezopotámiai kultuszok amerikai gyakorlójához tartozó Pazuzu-nak szentelt zuista oltár.

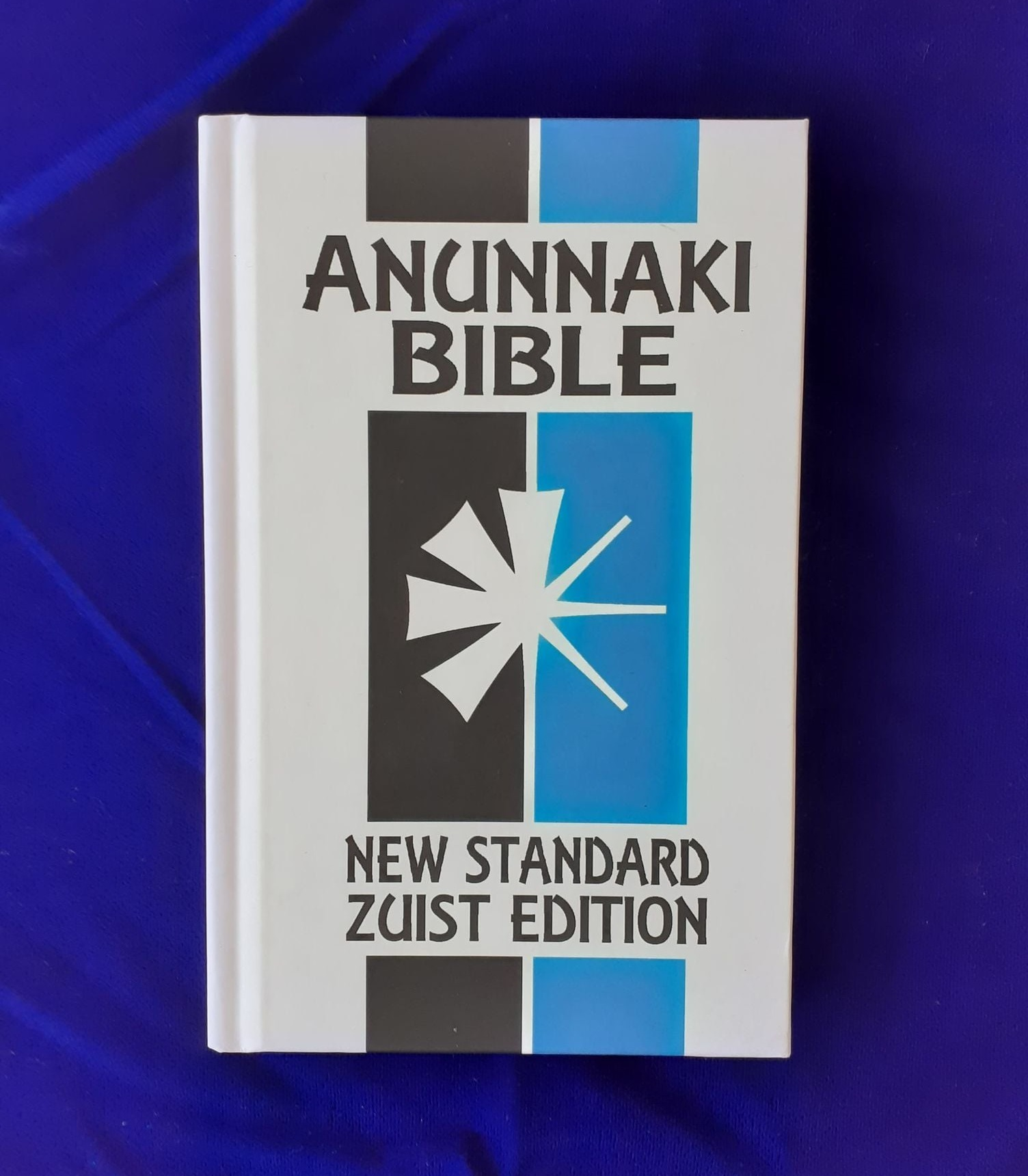
A mardukita zuizmus Anunnaki Bibliája.

Zuizmus (arab: الزوئية al-Zuiyya; angol: Zuism; vallási szimbólum: 𒀭), más néven sumér-mezopotámiai újpogányság és szemita-kánaáni újpogányság, vagy natib qadish (ugariti: ntb qdš 𐎐𐎚𐎁𐎟𐎖𐎄𐎌), az újpogány halmaz a sumér-mezopotámiai és a szemita-kánaáni hagyományok mozgalmai. Vannak zuista csoportok az Egyesült Államokban, Nyugat-Európában, Kelet-Európában és a Közel-Keleten.
Eredete az 1960-as és 1970-es évek magyar újpogányai között kereshető, különösen Badiny Jós Ferenc asszirológus (1909-2007) munkáiban, aki megalapította a Zuista Magyar Egyházat, és a Magyar Biblia könyv szerzője volt. A mezopotámiai neopaganizmust Joshua Free amerikai ezoterikus szerző is kifejlesztette, amely 2008 óta publikálta tanait "mardukita zuizmus" néven.
Izlandon az állam által 2013-ban hivatalosan elismert helyi zuista szervezetet, a Zuism trúfélag-ot alkalmazták a vallási adó megkerülésére és a vallás és az állam közötti kapcsolatok tiltakozására. A hívők többsége fiatal, kapcsolatban áll az internet és azok számára, akik már lemondtak a kereszténységről.

## Etimológia
A "zuizmus" szó a sumer zu 𒍪 ver (idû akkád nyelvben) igéből származik, ami jelentése: "tudni". Így a "zuizmus" jelentése "tudás vallása", és ezt a szót először az amerikai zuista Joshua Free használta a 2000-es évek közepén. A natib qadish az ugariti nyelvből származik, az ősi városállam Ugarit lakóinak nyelvéből. A natib "utat" jelent, a qadish "pedig" szentet. Így együtt a "natib qadish" jelentése "szent út". Ennek a vallásnak a híveit qadish-nak, többes számban qadishuma-nak, a papokat férfiakat és nőket pedig qadishu-nak és qaditshu-nak hívják.

## A zuizmus típusai

### Magyar zuizmus

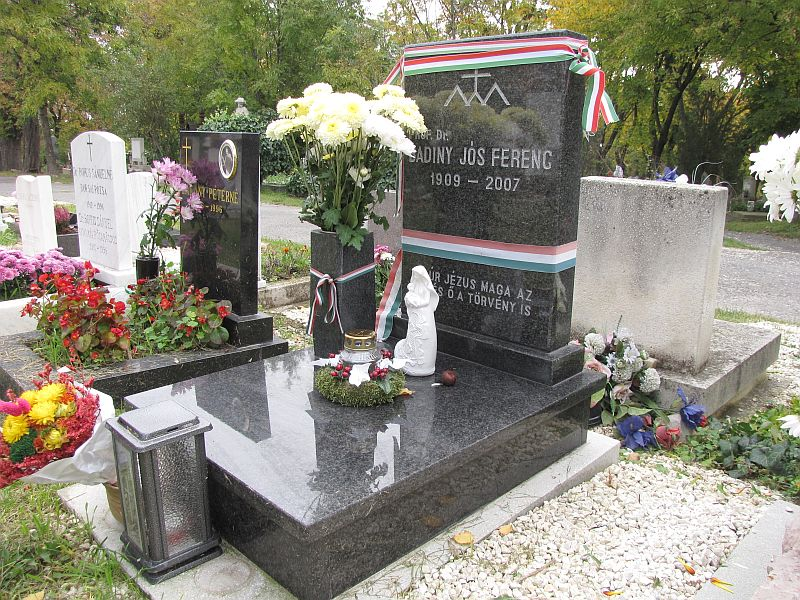
Badiny Jós Ferenc sírja a budapesti Farkasréti temetőben (942/2-1-105 urnasír). A sírkövön a Magyar Zuizmus Egyház jelképe.

Az első szervezett zuista mozgalmat magyar Badiny Jós Ferenc asszirológus (1909-2007) alapította, Bobula Ida és mások, mint Baráth Tibor, Padányi Victor és Zakar András az 1960-as és 1970-es években. A magyarországi újpogányok, akik megpróbálták összekapcsolni a magyar származást az ókori sumírokkal. Badiny Jós Ferenc, aki az argentin Buenos Airesbe emigrált, megalapította a "Magyar Egyházat" sumér hagyomány, amelynek öröksége ma is folytatódik a magyarországi zuisták (sumér újpogányok) körében. Badiny Jós fontos öröksége a Magyar Biblia sumér hagyománya.

### Mardukita zuizmus

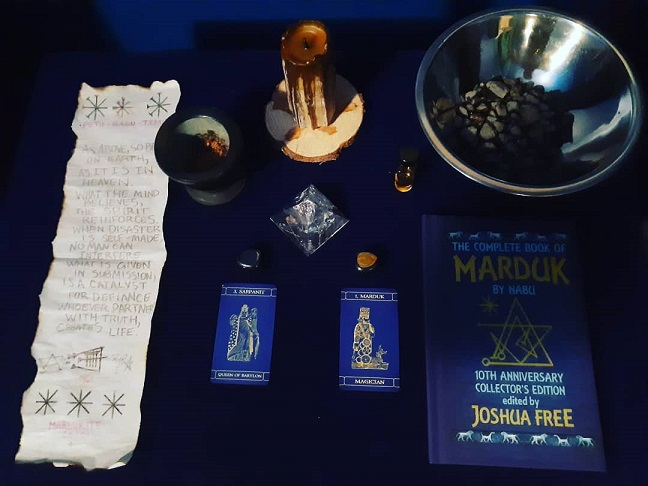
Oltár egy mardukita zuista gyakorló Kanadában. A Marduk könyvének (Book of Marduk) borítóján szerepel a zuista merkabah (szekér), a hét Anunnakikkal és a legfelsőbb hármassal (An, Enlil, Enki) való kapcsolat eszköze.

A mardukita zuizmus (Mardukite Zuism) a zuizmus doktrínája, amelyet amerikai ezoterikusa Joshua Free alapított 2008-ban, és a "Mardukita Zuizmus Alapító Egyházába" (Founding Church of Mardukite Zuism) tartozik. Vallási könyveik között szerepel az Anunnaki Bible New Standard Zuist Edition (Anunnaki Biblia új standard zuista kiadása), Mardukite Zuist Necronomicon (Mardukita zuista Nekronomikon), The Power of Zu (Zu ereje) és sok más, ugyanazon szerző elméleti és gyakorlati munkája. Joshua Free a zuizmust "szisztemológiának" és "spirituális technológiának" definiálja az önmegvalósítás érdekében, vagyis újraegyesíti önmagát Istennel, és a "tudás" mellett a zu-nak a "tudat" jelentését adja, és mindent sugárzó energiaként értelmezi élőlények.

### Iraki zuizmus

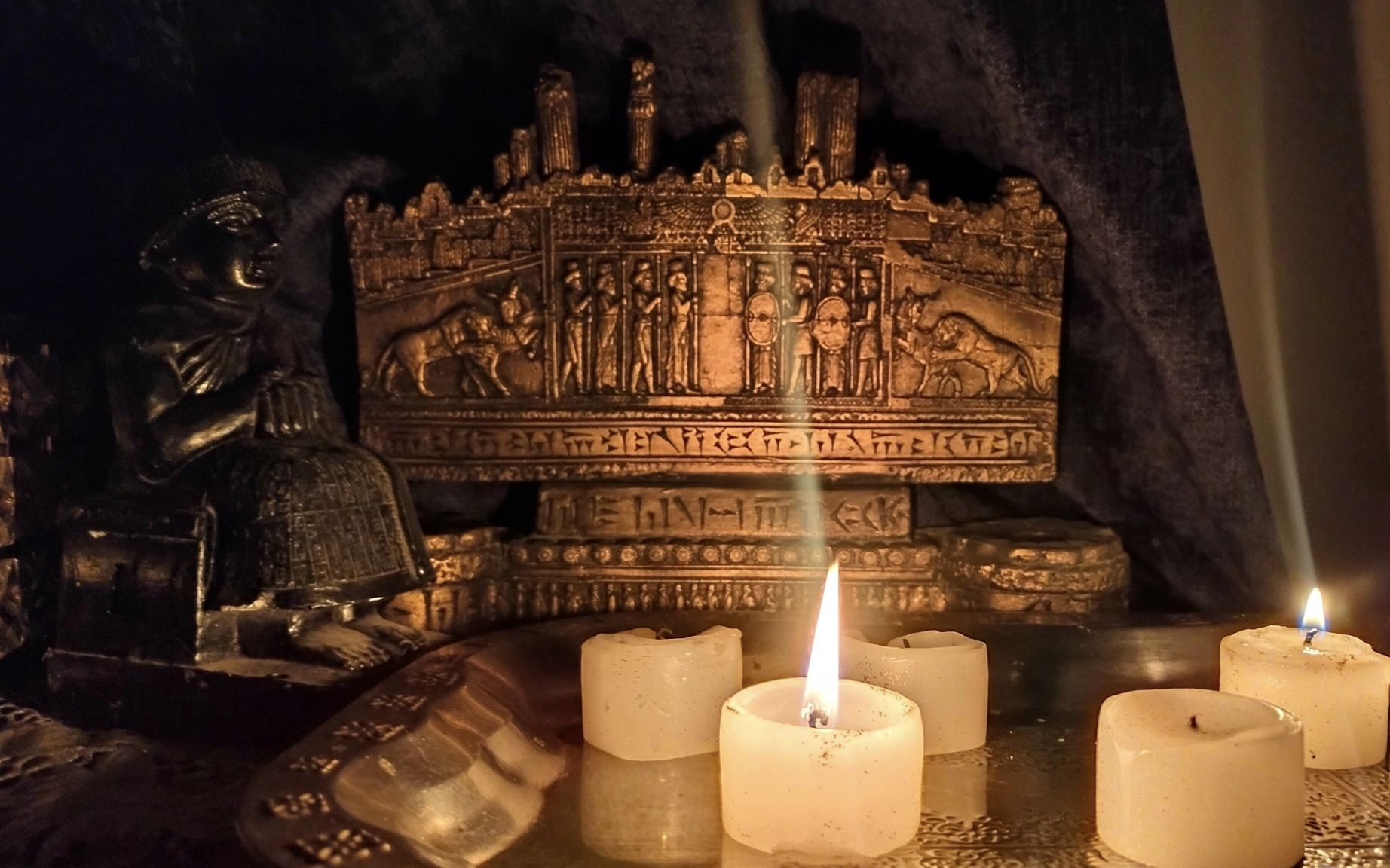
Gudeának és más isteni alakoknak szentelt privát oltár, amely egy Nászirijjaból származó zuista gyakorlóé.

V. V. Emelyanov orosz asszirológus dokumentálta a zuista újpogányság térnyerését Irakban a 2010-es évek elején, a mezopotámiai istenekhez intézett imák elterjedésével arab nyelven.

### Kánaáni zuizmus
A kánaáni zuizmus egy kis közösség a korabeli Izraelben. A csoport gyökerei a kánaánizmus kulturális és irodalmi mozgalmában vannak a zsidók körében a brit Palesztinában az 1940-es években, különösen Yonatan Ratosh (1908-1981) munkájában, aki Uriel Helpern néven született Varsóban, Lengyelországban. A kánaáni zuizmust natib qadish-nek is nevezik, ezt a kifejezést az amerikai híve, Tess Dawson hozta létre a 2000-es évek elején. Az izraeli híve, Elad Aaron kulturális ideológiát fogalmazott meg a kánaáni pandeista vallás politikai újrafelfedezésére, az úgynevezett "új-cionista (Shni-Tzioni) új-kánaánizmus".

### Izlandi zuizmus
A "Zuizmus hitének egyesülete" (Zuism trúfélag) egy zuista vallási szervezet, amelyet Izland kormánya elismert 2013-ban, amikor az izlandi törvényt módosították, hogy több nem keresztény vallás regisztrálhassa magát az államnál. A Zuism trúfélag-t néhány évvel korábban, 2010-ben alapította Ólafur Helgi Þorgrímsson, aki korán távozott.
2015 végén az izlandi Zuism trúfélag vezetését a korai tagok csoportjára bízták, amelyet Vének Tanácsának neveznek. Az új vezető, Ísak Andri Ólafsson irányítása alatt a Zuism trúfélag a kormány által támogatott főbb egyházak és az összes vallásukért fizetendő adófizetők adójának kivetése elleni tiltakozás eszközévé vált; a tiltakozás kezdete óta több mint 3000 tag csatlakozott rövid időn belül, 2015 végén. Izland megköveteli az adófizetőktől, hogy azonosuljanak az állam által elismert vallásokkal, akár ismeretlen vallással, akár anélkül. Az adót (nagyjából 80 dollár, 50 font 2015-ben) az adott vallásnak kell fizetnie, ha elismerik, de közvetlenül a kormánynak fizetik, ha a vallást nem deklarálják. A Zuism trúfélag, más vallásokkal ellentétben, megígéri, hogy visszatéríti az adóból kapott pénzt.
Ágúst Arnar Ágústsson és az Ísak Andri Ólafsson által vezetett új testület jogi vitát kezdett a szervezet vezetésével kapcsolatban. Ágúst Arnar Ágústssont végül visszahelyezték a mozgalom vezetőjévé, és 2017 októberében, két év befagyasztás után, az ügyet lezárták, lehetővé téve az egyház számára, hogy lemondjon vádjairól és megtérítse tagjainak. 2020-ban Ágúst Arnar Ágústsson és testvére Einar ellen csalást és pénzmosást indítottak, miután társaságokat alapítottak az egyház által magának kapott közpénzek csatornázására. Az alapítók korábban különféle átverések miatt kaptak ítéleteket.

## Lásd még
- Újpogányság
- Az ókori Mezopotámia vallása

## Bibliográfia

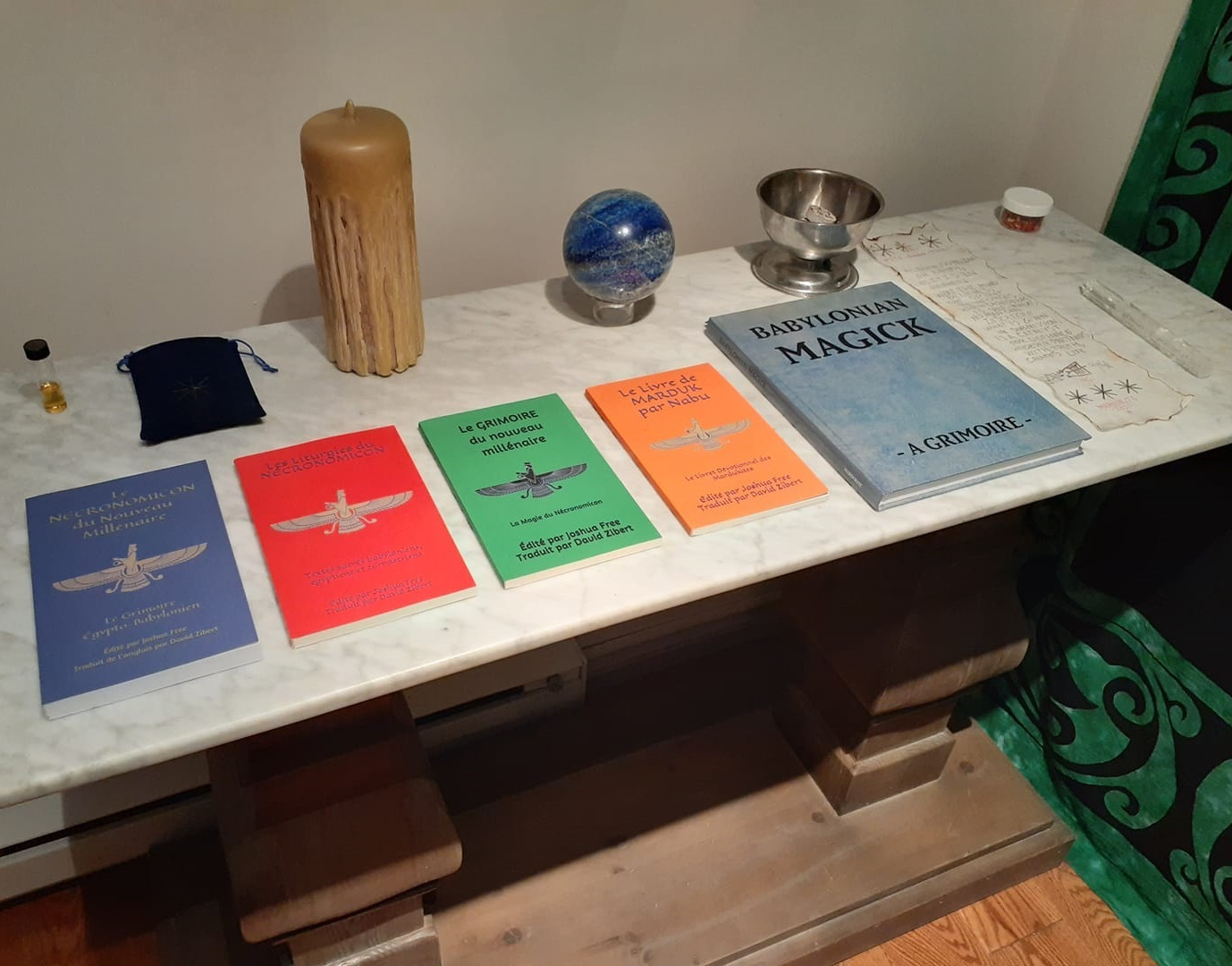
A zuizmus kanadai gyakorlójának oltára a mozgalom néhány írásával: a Mardukite Zuist Necronomicon könyvek francia kiadásával és a Babylonian Magick-val, mindezt Joshua Free kiadásával.

- Joshua Free, Anunnaki Bible: The Cuneiform Scriptures (New Standard Zuist Edition), 2020, ISBN 978-0578733555
- Joshua Free és Kira Kaos, Mardukite Zuism: A Brief Introduction (archívum), 2019, ISBN 978-1671768604
- Joshua Free és Reed Penn, The Power of Zu: Keys to Increasing Control of the Radiant Energy in Everyday Life, 2020, ISBN 979-8600414068
- Tess Dawson, Whisper of Stone: Natib Qadish: Modern Canaanite Religion, Moon Books, 2009, ISBN 978-1846941900
- Peter Levenda, Simon Necronomicon, 1977–1980

### Akadémiai tanulmányok
- Ádám Kolozsi, "Social Constructions of the Native Faith: Mytho-historical Narratives and Identity-discourse in Hungarian Neo-paganism", Central European University Nationalism Studies Program, 2012
- Elena L. Boldyreva és Natalia Y. Grishina, "Internet Influence on Political System Transformation in Iceland", Proceedings of the International Conference Internet and Modern Society (IMS-2017), 2017, oldal. 225–229, doi:10.1145/3143699.3143710
- David G. Bromley, "Zuism (Iceland)", World Religion and Spirituality Project, Virginia Commonwealth University, 2018
- Jared Wolfe, "ZU: The Life of a Sumerian Verb in Early Mesopotamia", University of California, 2015
- Nóra Kovács, "A diaszpóra visszavándorlásának ideológiai vonatkozásai Közép-Kelet Európában: Badiny Jós Ferenc Magyarországon", Hungarian Diasporas, 2019
- Réka Szilárdi, "Neopaganism in Hungary: Under the Spell of Roots", ban ben Kaarina Aitamurto és Scott Simpson (szerk.), Modern Pagan and Native Faith Movements in Central and Eastern Europe, 2013, oldal. 230–248, ISBN 978-1844656622
- Shai Feraro, "The Return of Baal to the Holy Land: Canaanite Reconstructionism among Contemporary Israeli Pagans", Nova Religio, 20(2): 59–81, 2016, doi:10.1525/nr.2016.20.2.59
- Shai Feraro, "Two Steps Forward, One Step Back: The Shaping of a Community-Building Discourse among Israeli Pagans", Israel Studies Review, 29(2): 57–77, 2014, doi: 10.3167/isr.2014.290205